# سخت‌کام

به بخش سخت و استخوانی سقف دهان سَخت‌کام یا کام سخت (Hard palate) می‌گویند. سخت‌کام کمان بالای دندان‌ها را تشکیل می‌دهد و از بخش‌هایی از استخوان فک بالا (ماگزیلا) و استخوان کامی (پالاتین) تشکیل شده‌است.
همکاری میان زبان و سخت‌کام برای تلفظ بعضی از واژه‌های زبان مانند /ل/ نقش دارد.
در برخی کودکان یک عیب زایشی دیده می‌شود به نام کامِ شکافته. در این حالت، بخش‌های چپ و راست سخت‌کام پیوستگی ندارند و این باعث پدید آمدن حفره‌ای میان دهان و مجرای بینی می‌شود.
کام شکافته دشواری زیادی برای توانایی سخنگویی پدید می‌آورد ولی امروزه با عمل جراحی بازسازی کام در سنین پایین این عیب قابل رفع است.

## زائده‌ها
کام سخت در جلو از زوائد استخوان فک بالا و در عقب از صفحه افقی استخوان کامی ساخته شده‌است. باز بودن درز میانی در سنین پائین (حدود بالای ۷۰ در صد تا ۱۵ سالگی)، امکان باز کردن سریع ارتودونسی را بدون نیاز به جراحی فراهم می‌کند. در صورت کالسیفیه شدن درز میانی کمک جراحی به درمان ارتودونسی ضرورت پیدا می‌کند.
زوائد کامی استخوان فک بالا در عقب به شکل عرضی با صفحه افقی استخوان کامی در طول درز کامی‌فکیpalatomaxillary suture مفصل می‌گردد.
در قسمت جلو و خط وسط مجرای پیشی (کانال ثنایایی)incisive foramen به صورت یک یا چند سوراخ به کام سخت (قسمت مربوط به استخوان فک بالا) باز می‌شود که شاخه‌های انتهائی اعصاب بینی‌کامیnasopalatine nerve  و سرخرگ بینی‌کامی  که شاخه سرخرگ فکی داخلی از آن عبور کرده و از بینی به کام سخت می‌رسد. با توجه به این که بیشتر خونریزی‌های جدی ناحیه پشتی بینی از سرخرگ پروانه‌ای‌کامی است به عنوان artery of epistaxis هم شناخته می‌شود. سوراخ پیشی (ثنایایی) که در خط وسط سقف دهان معمولاً منفرد است ولی در کف بینی (ناحیه گلابی‌شکل (پیریفورمیس)) در هر سمت مجزا سپس به شکل Y با هم یکی شده و به خط وسط سقف دهان باز می‌شود.
قسمت خلفی کام سخت بوسیله عروق و اعصاب کامی بزرگ شیاردار می‌گردد. این دسته عروقی عصبی پس از خروج از سوراخ کامی بزرگ که در قسمت مربوط به استخوان کامی قرار گرفته‌است به سمت جلو و تا نزدیکی ناحیه سوراخ پیشی پیش می‌روند. در مجاورت سوراخ کامی بزرگ، سوراخ کامی کوچک (تک یا تعداد متغیر) وجود دارد که عروق و اعصاب هم نام از آن عبور کرده و به ناحیه کام نرم و لوزه می‌رسد. توجه شود هر دو سوراخ کامی بزرگ و کوچک در قسمت استخوان کامی تشکیل دهنده ناحیه خلفی کام سخت قرار دارند.

## نگارخانه

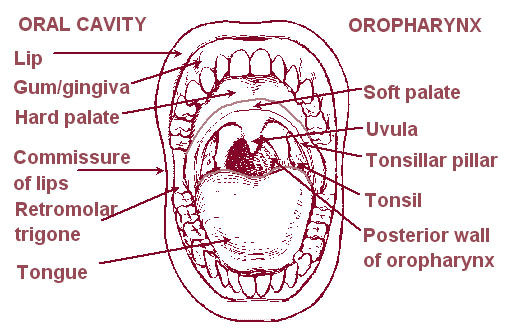
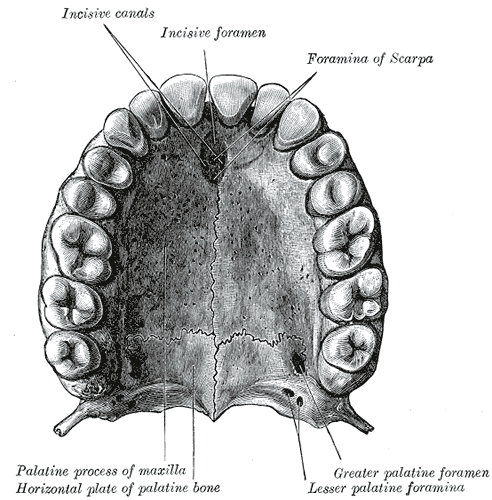
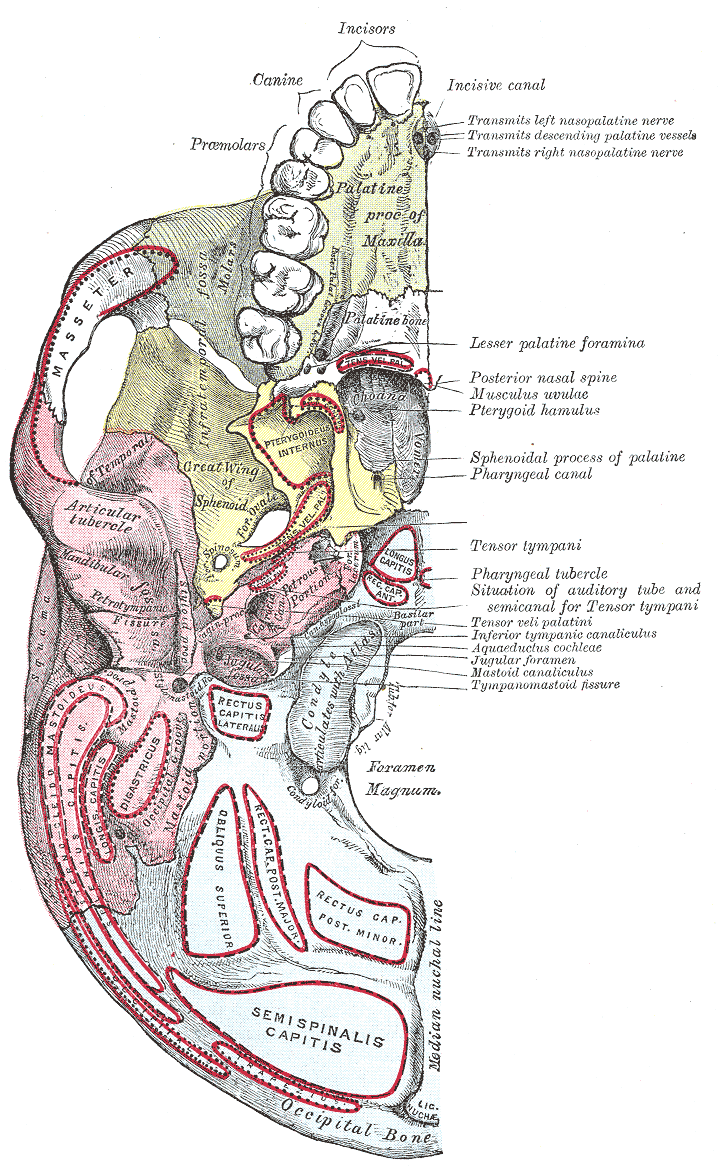
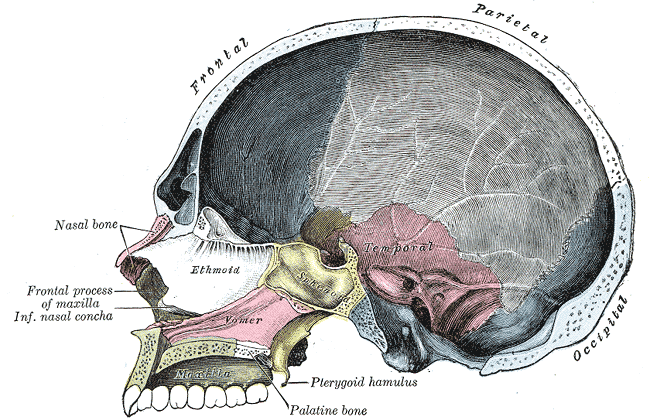
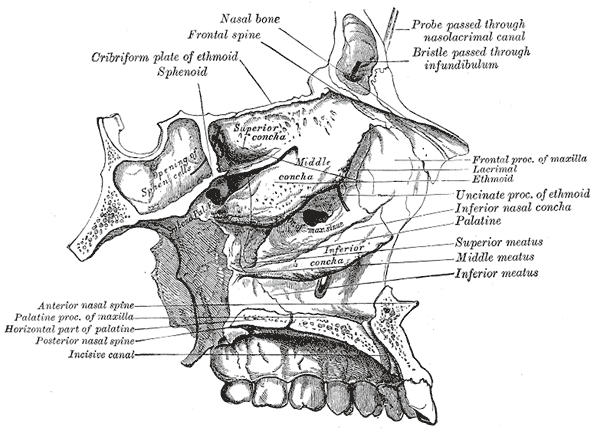
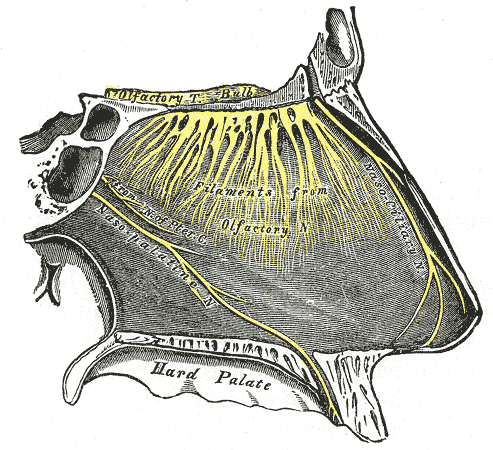
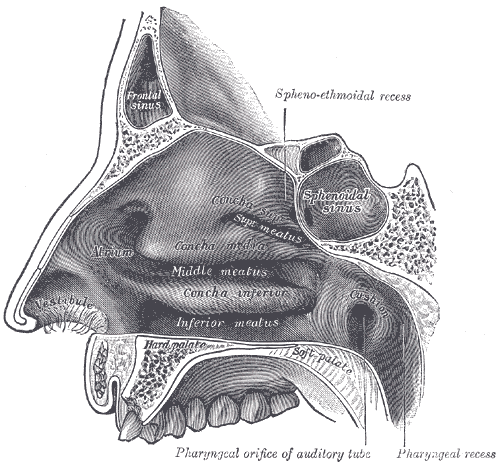
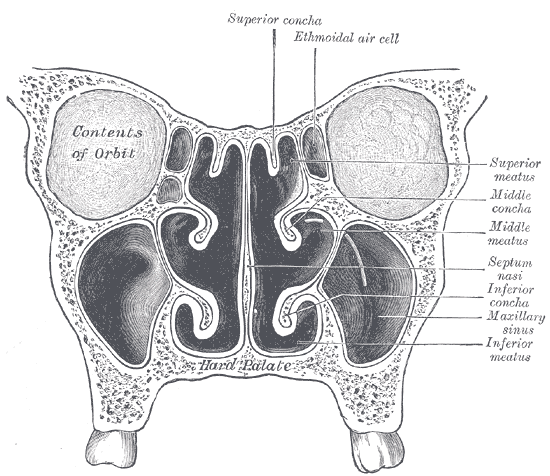
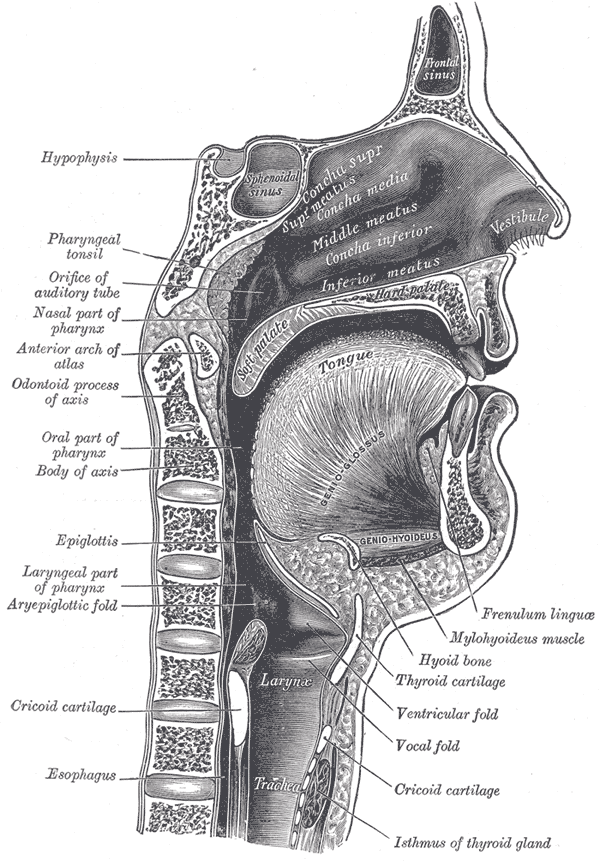